# Фанфани, Аминторе
Аминторе Фанфани (итал. Amintore Fanfani; 6 февраля 1908, Пьеве-Санто-Стефано, Тоскана — 20 ноября 1999, Рим) — итальянский политик, временный президент Италии в 1978 года, неоднократно Председатель Совета министров Италии, министр иностранных и внутренних дел, член Христианско-демократической партии, представитель левоцентристского крыла партии, одна из доминантных фигур на политической арене Италии XX века, председатель Генеральной Ассамблеи ООН. Наряду с Джованни Джолитти является единственным из итальянских премьер-министров, занимавших эту должность на протяжении пяти непоследовательных сроков.

## Биография
Назван в честь Аминторе Галли, автора музыки социалистического «Гимна рабочих». 
1926—1930 — обучался на факультете экономических и социальных наук Католического университета Святого Сердца в Милане.
С 1932 года — ассистент, доцент в том же университете. Одновременно проходит военную подготовку в Сполето и получает звание младшего лейтенанта.
С 1936 года — заведующий кафедрой истории экономики Католического университета Милана.
С 17 сентября 1943 по 6 июля 1945 года находился в эмиграции в Швейцарии. Преподавал в университетах Лозанны и Женевы. Основал университет для итальянских беженцев.

### Политическая карьера
С сентября 1945 года — руководитель отдела исследований, пропаганды и печати Христианско-демократической партии Италии.
С 20 апреля 1946 года — член Национального совета и Центрального руководства Христианско-демократической партии Италии.
С 2 июня 1946 года — депутат Конституционной ассамблеи, входил в редакционную комиссию (Комиссию 75) республиканской Конституции Италии.
В 1947—1950 годах — Министр труда Италии в четвёртом и пятом правительствах Де Гаспери. В 1949—1963 годах по инициативе Фанфани строились дома для рабочих («план Фанфани»), квартиры получили более 350 тыс. семей рабочих.
В 1951—1953 годах — Министр сельского хозяйства Италии в шестом правительствах Де Гаспери и Пеллы.
16 июля — 2 августа 1953 года — Министр внутренних дел Италии в восьмом правительстве Де Гаспери.
17 августа 1953 — 12 января 1954 года — Министр внутренних дел Италии в восьмом правительстве Пеллы.
В январе—феврале 1954 года — Председатель Совета министров Италии (первое правительство Фанфани).
В 1954—1959 годах — секретарь Христианско-демократической партии Италии.
В июле 1958 — феврале 1959 года — Председатель Совета Министров Италии (второе правительство Фанфани).
1 июля 1958 — 15 февраля 1959 года — Министр иностранных дел Италии.
В июле 1960 — феврале 1962 года — Председатель Совета Министров Италии (третье Правительство Фанфани).
В февраль 1962 — июне 1963 года — Председатель Совета Министров Италии (четвёртое Правительство Фанфани).
7—29 мая 1962 года — Министр иностранных дел Италии.
5 марта — 30 декабря 1965 года — Министр иностранных дел Италии.
23 февраля 1966 — 24 июня 1968 года — Министр иностранных дел Италии.
В 1968—1973 годах — Председатель Сената Италии.
С марта 1972 года — Пожизненный сенатор.
В 1973—1975 годах — секретарь Христианско-демократической партии Италии.
В 1976—1982 годах — Председатель Сената Италии.
С декабря 1982 по август 1983 года — Председатель Совета Министров Италии (пятое Правительство Фанфани).
В 1985—1987 годах — Председатель Сената Италии.
С 17 апреля по 28 июля 1987 года — Председатель Совета Министров Италии (шестое Правительство Фанфани).
С 1987 по 1988 год — Министр внутренних дел Италии.
С 13 апреля 1988 по 22 июля 1989 года — Министр бюджета и экономического планирования Италии.
В 1994—1996 годах — Председатель комиссии по иностранным делам Сената Итальянской Республики.

## Научные идеи

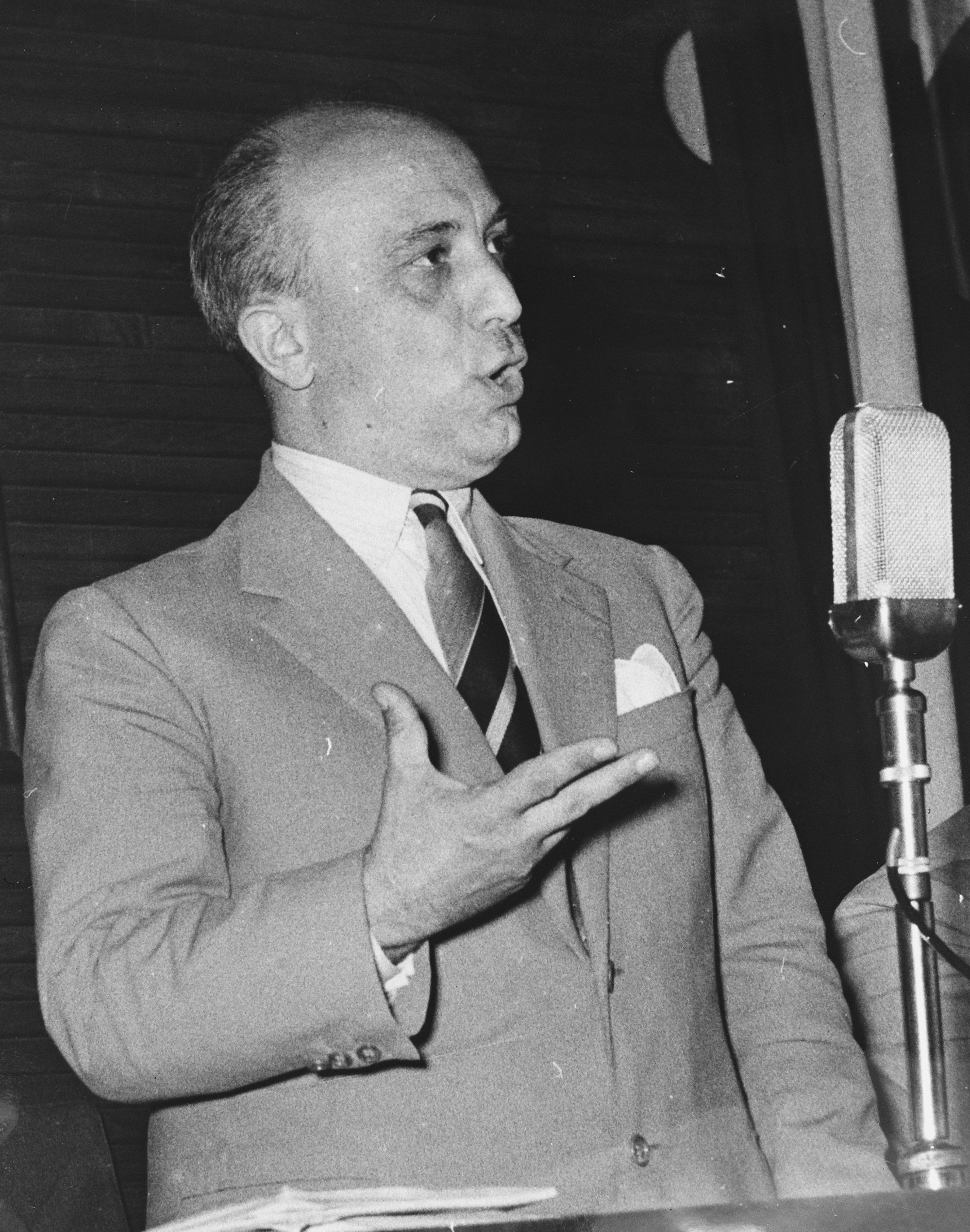
Выступление Фанфани в 1954 году

Фанфани — автор ряда трудов по истории экономики и экономической мысли, ещё со своей диссертации особое внимание отводивший периоду первоначального развития капитализма в Италии и Европе в целом в эпоху Возрождения. Полемизируя с Максом Вебером в работах «Католицизм, протестантизм и капитализм» и «Католицизм и протестантизм в историческом развитии капитализма» писал, что капитализм появился в Европе более чем за столетие до возникновения протестантизма. Фанфани считал, что не протестантская этика стала предпосылкой капитализма, а «капиталистическая ментальность», которая была заложена в людях, преследовавшихся в католических странах и объединившихся под знаменами антикатолического движения. Фанфани утверждал, что лидеры этого движения Лютер и Кальвин препятствовали капитализму. По мнению Фанфани, хотя расцвет капитализма начался после Реформации, то, что мы понимаем под капитализмом, возникло на итальянских торговых путях под зонтиком Католической церкви. Однако ни одна религия не оказала большого влияния на рост капитализма как ведущей мировой экономической системы.

## Произведения
- Fanfani A. Catholicism, Protestantism and Capitalism. L., 1935.